# 24-es busz (Tatabánya)
A tatabányai 24-es jelzésű autóbusz Kertvárosból indult. Keresztül ment Bánhidán, a Dózsa György úton, Újvároson, majd Sárberken és Alsógallán azután a Népház utcán keresztül útba ejtette a Gőzfürdőt, ahonnan a Bányász körtérre ment tovább, ahol a végállomása található volt.

## Útvonala
| 24: Kertváros, végállomás → Bányász körtér |
| --- |
| Kertváros, végálloms – Kölcsey F. u. – Bányász Művelődési ház - Gerecse út - Kertvárosi lakótelep - Szőlődomb u. - Szőlődomb u. alsó - Búzavirág u. - Tejüzem - Kertvárosi elágazás – Madách I. u. – Kórház – Vasútállomás – Piac tér – Győri út – Lehel tér – Ond vezér u. – Fő tér – Mártírok útja – Ifjúmunkás út – Sárberki lakótelep – Tesco - Ady E. u. - Mátyás király u. - Alsógalla, vasúti megállóhely - Hármashíd - Vértanúk tere - Népház - Gőzfürdő - Újtemető – Bányász körtér |
| 24Y: Kertváros, végállomás → Bányász körtér |
| Kertváros, végálloms – Kölcsey F. u. – Bányász Művelődési ház - Gerecse út - Kertvárosi lakótelep - Szőlődomb u. - Szőlődomb u. alsó - Búzavirág u. - Tejüzem - Kertvárosi elágazás – Madách I. u. – Kórház – Vasútállomás – Piac tér – Győri út – Lehel tér – Ond vezér u. – Fő tér – Mártírok útja – Ifjúmunkás út – Sárberki lakótelep – Tesco - Táncsics Mihály út - Autópálya elágazás - Hármashíd - Vértanúk tere - Népház - Gőzfürdő - Újtemető – Bányász körtér                      |

| 24: Bányász körtér → Kertváros, végállomás |
| --- |
| Bányász körtér – Újtemető – Gőzfürdő – Népház – Vértanúk tere – Hármashíd – Alsógalla, vasúti megállóhely – Mátyás király u. – Ady E. u. – Tesco – Sárberki lakótelep – Ifjúmunkás út – Mártírok útja – Fő tér - Ond vezér u. - Lehel tér – Győri út – Piac tér – Vértes Center - Kórház - Madách I. u. - Kertvárosi elágazás - Tejüzem - Búzavirág u. - Szőlődomb u. alsó - Szőlődomb u. - Kertvárosi lakótelep – Gerecse út – Bányász Művelődési ház – Kölcsey F. u. – Kertváros, végállomás |